# Альбусь-Сюрбеевское сельское поселение
Альбусь-Сюрбеевское се́льское поселе́ние — муниципальное образование в Комсомольском районе Чувашии Российской Федерации.
Административный центр — деревня Альбусь-Сюрбеево.

## История
Статус и границы сельского поселения установлены Законом Чувашской Республики от 24 ноября 2004 года № 37 «Об установлении границ муниципальных образований Чувашской Республики и наделении их статусом городского, сельского поселения, муниципального района и городского округа».

## Население
| 2010  | 2012  | 2013  | 2014  | 2015  | 2016  | 2017  |
| ----- | ----- | ----- | ----- | ----- | ----- | ----- |
| 1324  | ↘1321 | ↘1305 | ↘1264 | ↘1234 | ↘1185 | ↘1176 |
| 2018  | 2019  | 2020  | 2021  |       |       |       |
| ↘1163 | ↘1157 | ↘1111 | ↘1094 |       |       |       |

## Состав сельского поселения
| № | Населённый пункт | Тип населённого пункта          | Население |
| - | ---------------- | ------------------------------- | --------- |
| 1 | Альбусь-Сюрбеево | деревня, административный центр | ↘605      |
| 2 | Новые Высли      | деревня                         | ↘324      |
| 3 | Полевые Яуши     | деревня                         | ↘272      |
| 4 | Старые Мураты    | деревня                         | ↘185      |